# Хвингия, Лена Герасимовна
Лена Герасимовна Хвингия (1925 год, село Ахалсопели, Зугдидский уезд, ССР Грузия — неизвестно, Хобский район, Грузинская ССР) — колхозница колхоза имени Берия Ахалсопельского сельсовета Зугдидского района, Грузинская ССР. Герой Социалистического Труда (1949).
Младшая сестра Героя Социалистического Труда Хуты Герасимовны Хвингия.

## Биография
Родилась в 1925 году в крестьянской семье в селе Ахалсопели Зугдидского района (сегодня — Зугдидский муниципалитет). Трудовую деятельность начала в годы Великой Отечественной войны. Трудилась рядовой колхозницей в звене своей старшей сестры Хуты Хвингия на чайной плантации в колхозе имени Берия Зугдидского района (с 1953 года — колхоз имени Ленина), которым руководил Антимоз Рогава.
В 1948 году собрала 6326 килограмм сортового зелёного чайного листа на участке площадью 0,5 гектара. Указом Президиума Верховного Совета СССР от 29 августа 1949 года удостоена звания Героя Социалистического Труда за «получение высоких урожаев сортового зелёного чайного листа и цитрусовых плодов в 1948 году» с вручением ордена Ленина и золотой медали «Серп и Молот» (№ 4614).
Этим же Указом званием Героя Социалистического Труда были также награждены 16 тружеников колхоза имени Берия Зугдидского района: бригадиры Партен Михайлович Кадария, Владимир Михайлович Макацария, Амбако Спиридонович Рогава, звеньевые Ариадна Джуруевна Купуния, Ольга Филипповна Купуния, Хута Григорьевна Купуния, Венера Давидовна Ломая, Мария Гудуевна Макацария, Хута Герасимовна Хвингия, колхозницы Валентина Николаевна Джоджуа, Паша Несторовна Джоджуа, Ольга Павловна Кантария, Надя Платоновна Пония, Ивлита Тарасовна Хасия, Лена Константиновна Читанава, Мария Николаевна Читанава и Валентина Акакиевна Шаматава.
Проживала в родном селе Ахалсопели Зугдидского района.